# Joan Chen
Joan Chong Chen (Chino tradicional: 陈冲; chino simplificado: 陳冲; pinyin: Chén Chōng) (Shanghái, 26 de abril de 1961) es una actriz, directora de cine, guionista y productora chinoestadounidense. 

## Biografía
Emigró a Estados Unidos cuando tenía veinte años.

## Carrera
Ha actuado en películas como El último emperador, Rosa roja, rosa blanca, Temptation of a Monk (en la que interpretó a dos personajes distintos y para la cual se afeitó la cabeza delante de las cámaras) y la serie de televisión Twin Peaks interpretando a Josie Packard. 
Ha dirigido las películas Xiu-Xiu: The Sent Down Girl y Otoño en Nueva York.

## Filmografía parcial

### Películas
- Relative Insanity (2013)
- Let It Be (2012)
- Passion Island (2012)
- Double Exposure (2012)
- 1911 (2011)
- Fringe (03x13) (2011)
- Lujuria y traición (o Deseo, peligro) (2007)
- Saving face  (Guardando las apariencias) (2005)
- Avatar (2004)
- ¿Qué se está cociendo? (2000)
- Otoño en Nueva York (2000)
- Xiu-Xiu: The Sent Down Girl (1998)
- Yacimiento lunar (1996)
- Presa de la secta (1995)
- Juez Dredd (1995)
- El lado salvaje (1995)
- Golden Gate (1994)
- En tierra peligrosa (1994)
- Temptation of a Monk (1993)
- El cielo y la tierra (1993)
- La sombra de un extraño (1992)
- Peligrosamente Unidos (1991)
- La Sangre de los Héroes (1989)
- El último emperador (1987)

### Series de televisión
- Ruyi’s Royal Love in the Palace (2018), como Ula-Nara Yixiu.[1]
- Marco Polo (2014), como la dama Chabi.
- Twin Peaks (1990-1991), como Josie Packard.